# Thionation
La thionation ou thiation est la conversion d'un groupe carbonyle en un thiocarbonyle.

## Voie de synthèse

### Réaction avec dusulfure d'hydrogène
L'utilisation de sulfure d'hydrogène en présence d'un catalyseur acide, en général de l'acide chlorhydrique, est une méthode classique. La réaction consiste en une activation du groupe carbonyle via une protonation qui permet la formation d'un hémiacétal mercapto hydroxyle suivie d'une élimination.
Le risque de polymérisation est élevé et les réactions ont généralement lieu à basse températures.

### Réaction avec dupentasulfure de phosphore
Le pentasulfure de phosphore P2S5, connu également sous sa forme P4S10, permet la thionation à des températures plus élevées que le sulfure d'hydrogène. L'inconvénient de ce réactif est sa faible solubilité dans les solvants organiques.
Les solvants les plus utilisés dans cette voie de synthèse sont le benzène, la pyridine, le 1,2-dichlorobenzène et le HMPT.

### Réaction avec lesréactif de Lawesson,réactif de Belleauou lesréactifs de Davy
Ces différents réactifs agissent selon le même mécanisme, mais en fonction des différents substituants qui les composent, ils réagissent de manière plus ou moins rapide. Par un judicieux choix du réactif, une thionation sélective de certains groupes est possible. Le réactif de Lawesson est le plus utilisé actuellement pour la thionation des groupes carbonyles. Il occupe la position intermédiaire dans l'échelle de réactivité derrière les réactifs de Davy qui sont considérés comme les moins sélectifs, mais devant le réactif de Belleau.